# Comité olympique hongrois
Le Comité olympique hongrois (en hongrois : Magyar Olimpiai Bizottság) est le comité national olympique de la Hongrie. Il représente le pays au Comité international olympique (CIO) et fédère les fédérations sportives hongroises. Il fait partie des Comités olympiques européens.
Le comité est fondé en 1895 et reconnu par le Comité international olympique la même année. 